# Marigny-l’Église
Marigny-l’Église település Franciaországban, Nièvre megyében. Lakosainak száma 276 fő (2022. január 1.). Marigny-l’Église Saint-Germain-des-Champs, Chastellux-sur-Cure, Quarré-les-Tombes, Brassy, Chalaux, Dun-les-Places és Saint-Martin-du-Puy községekkel határos.

## Népesség
A település népességének változása:
| Lakosok száma | 309  | 300  | 304  | 293  | 288  | 282  | 279  | 277  | 276  |
|               | 2013 | 2015 | 2016 | 2017 | 2018 | 2019 | 2020 | 2021 | 2022 |